# Jou de los Cabrones
El Jou de los Cabrones (Hoyo de los Cabrones en idioma español) es una depresión situada en el Macizo Central de los Picos de Europa por encima de la cota de los 2000 m. Enclavado todo él en territorio astur, en el concejo de Cabrales. Se encuentra en un lugar apartado, a varias horas de las poblaciones más próximas: Bulnes, Caín y Sotres.
Su acceso puede realizarse desde el refugio de Urriellu, desde Bulnes (por Amuesa) o desde Caín, por las complicadas canales de Dobresengos o la canal del Agua.
En su entorno se pueden encontrar varias cumbres de entidad, como son: los Cuetos del Trabe, pico Dobresengos, Agujas y Pico de los Cabrones, Torre de Cerredo, torre de la Párdida, Neverón de Urriellu, los Albos, etc.
Igualmente la zona se encuentra plagada de profundas simas para la práctica de la espeleología. A este lugar se le ha denominado el «Himalaya de las simas» por las muchas que superan los 1000 m de profundidad. Entre ellas destaca el sistema del Cerro del Cuevón, la más profunda de España, la cuarta mundial y considerada en espeleología, técnicamente, la más difícil del mundo.
En el Jou de los Cabrones se halla ubicado el refugio José Ramón Lueje, que facilita la actividad de montaña en ese apartado y salvaje entorno. Al lado del refugio hay una fuente de agua potable. Dicho refugio está considerado como el de más difícil acceso de todo el territorio español.
- Datos: Q5946651